# Hinzenbach
Hinzenbach är en ort och kommun  i Österrike. Den ligger i distriktet Eferding i förbundslandet Oberösterreich, 170 kilometer väster om huvudstaden Wien. 
Kommunen består av 15 orter (Ortschaften) (inom parentes invånarantal 1 januari 2024):

- Gstocket (53)
- Gstöttenau (25)
- Hinzenbach (425)
- Kalköfen (116)
- Limberg (137)
- Oberrudling (82)
- Polsenz (50)
- Puchet (133)
- Seebach (318)
- Sperneck (79)
- Stieglhöfen (62)
- Unterleiten (105)
- Unterrudling (29)
- Wackersbach (153)
- Wagrein (296)

## Sport
Hinzenbach är en skidort, och här har bland annat världscupbackhoppning avgjorts i Aigner-backen.

### Fotnoter
1. ↑  ”Gemeindeverzeichnis 2024” (på tyska) (.ods). Statistik Austria. https://www.statistik.at/fileadmin/pages/453/RegGemVz2024.ods. Läst 20 augusti 2024.
2. ↑  ”Bevölkerung zu Jahresbeginn nach administrativen Gebietseinheiten (Bundesländer, NUTS-Regionen, Bezirke, Gemeinden) seit 2002” (på tyska) (.ods). Statistik Austria. https://www.statistik.at/fileadmin/pages/405/Bev_Zeitreihe_Jahresbeginn_Gebietseinheiten_2024.ods. Läst 20 augusti 2024.
3. ↑  ”Bevölkerung am 01.01.2024 nach Ortschaften (Gebietsstand 01.01.2024)” (på tyska) (.ods). Statistik Austria. https://www.statistik.at/fileadmin/pages/405/Bev_Ortschaften_2024.ods. Läst 20 augusti 2024.
4. ↑  ”Kykkänen trea i Hinzenbach”. Svenska yle. 2 februari 2014. http://svenska.yle.fi/artikel/2014/02/02/kykkanen-trea-i-hinzenbach. Läst 8 februari 2014.